# Gaspra (Crimée)
Pour les articles homonymes, voir Gaspra.
Gaspra ou Haspra (en ukrainien : Гаспра, en russe : Гаспра, en grec ancien : Άσπρα) est une commune urbaine de république autonome de Crimée, en Ukraine, occupée par la Russie depuis 2014, et une station balnéaire sur la mer Noire, intégrée à la municipalité de Yalta. Sa population s'élevait à 12 262 habitants en 2021.

## Géographie
Gaspra est située sur le littoral sud de la péninsule de Crimée, à 9 km au sud-ouest de Yalta.

## Histoire
Άσπρα - Aspra (« blanche » en grec) fut un petit port de la principauté de Théodoros, disputé par les Génois, avant d'être conquise par l'Empire ottoman en 1475 puis par l'Empire russe en 1783, au traité de Jassy. Elle n'était à l'époque qu'un petit village de pêcheurs pontiques appartenant aux Tatars de Crimée, mais devint vite une station balnéaire à la mode, fréquentée par Alexandre Pouchkine, Maxime Gorki et Léon Tolstoï, avec de belles villas construites par l'aristocratie russe.
Aux abords de la station, se trouve un château néo-gothique célèbre, du nom de Nid d'hirondelle, construit en 1911-1912 sur la falaise de l'Aurore surplombant au large le cap d'Aghios Théodoros (en russe Aï-Todor). Ce château est devenu un symbole de la Crimée.
Après la Seconde Guerre mondiale les autorités de la RSFS de Russie (car la Crimée ne sera attribuée à l'Ukraine qu'en 1954 au sein de l'URSS) décidèrent de construire des stations balnéaires. Gaspra devient alors une station balnéaire de plus en plus fréquentée par les touristes soviétiques. Commune urbaine depuis 1930, Gaspra est administrativement rattachée à la ville de Yalta.

## Population
Recensements (*) ou estimations de la population :
| 1926* | 1939* | 1959* | 1970* | 1979*  |
| ----- | ----- | ----- | ----- | ------ |
| 696   | 2 118 | 6 380 | 9 937 | 11 717 |

| 1989*  | 2001*  | 2011   | 2012   | 2013   |
| ------ | ------ | ------ | ------ | ------ |
| 13 772 | 10 027 | 11 313 | 11 300 | 11 384 |

| 2014   | 2016   | 2021   | - | - |
| ------ | ------ | ------ | - | - |
| 10 310 | 10 774 | 12 262 | - | - |

Jusqu'à la fin du XIXe siècle, Gaspra était un petit village : au recensement de 1926, on y comptait 354 Tatars de Crimée, 211 Pontiques, 91 Ukrainiens et 36 Russes.

## Sites touristiques
- Ruines de la forteresse d'Aspra-Hissar
- Forteresse romaine de Charax (Ier  –  IIIe siècles) sur le cap d'Aghios Théodoros (Aï-Todor)
- Nécropole des Scythes de Tauride (VIe  –  Ier siècle av. J.-C.)
- Château du Nid d'hirondelle construit en 1911-1912 par Léon Sherwood
- Palais du comte Nikolaï Galitzine (1773-1844), ayant ensuite appartenu à la comtesse Sophie Panine, membre du parti cadet, où séjourna Léon Tolstoï en 1901 et 1902. Y vinrent lui rendre visite : Chaliapine, Tchekhov, Gorki, Kouprine et d'autres. Le palais est aujourd'hui la maison de repos Yasnaïa Poliana.
- Sentier impérial, ou Sentier solaire : route que l'empereur Nicolas II de Russie aimait parcourir en famille de son palais de Livadia jusqu'à Gaspra.

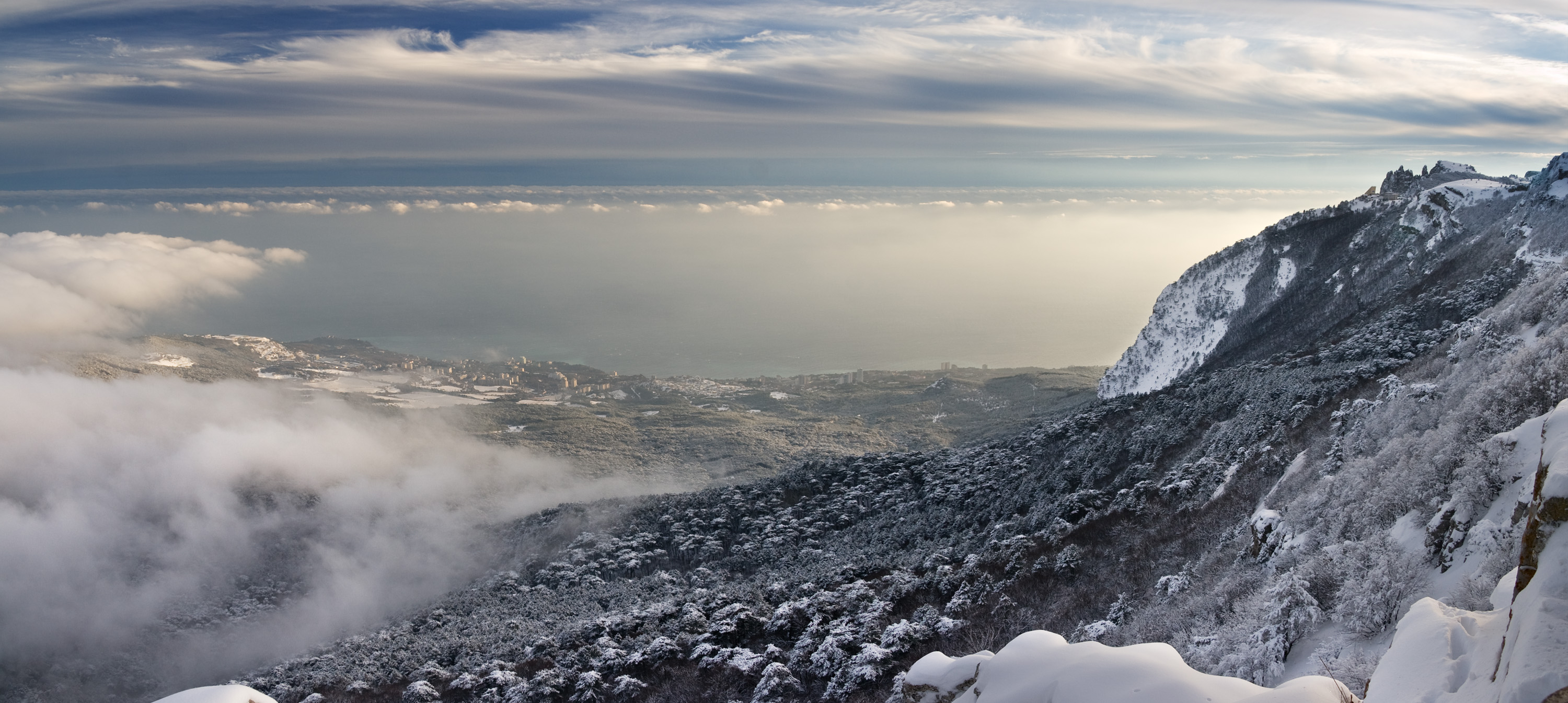
Haspra depuis le mont Aghios Petros (Aï-Petri)

## Divers
- L'astéroïde (951) Gaspra a été nommé du nom de la ville par l'astronome russe Grigori Néouïmine qui l’a découvert en 1916.
- Le poète russe Ossip Mandelstam a écrit son ouvrage Le Bruit du temps à Gaspra en 1923.